# 自動調溫器

溫控器對外部冷氣系統的運作方式，例如：當溫度升到25.5℃送出開（ON）信號，直到溫度降到24.5℃送出關（OFF）信號

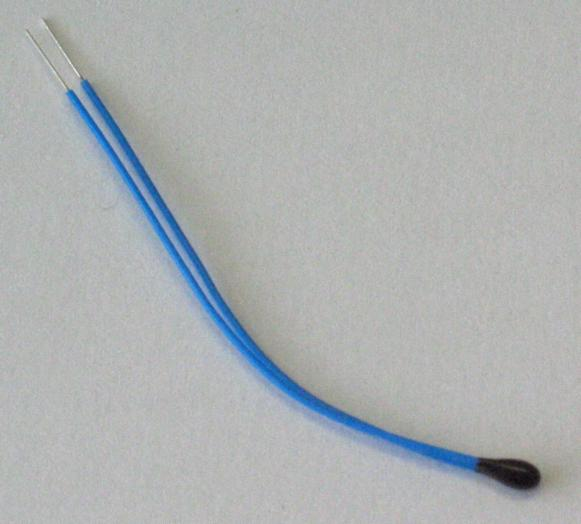
NTC 負溫度係數热敏电阻元件，當溫度越高時阻值越低，相反地，當溫度越低時阻值越高。通常以NTC設計的溫控器，體積會比較小

自動調溫器（英語：Thermostat）也可以稱為溫度控制器，簡稱溫控器，這個裝置可以用來控制系統提供的溫度，使得系統溫度一直保持在使用者所想要溫度點附近，因為控制的溫度不可能精確地一直保持在固定的溫度點，但是可以在溫控器上設定恆溫範圍的大小數值。使用者利用調整設定來控制溫控器，再經由溫控器來管控外部系統的熱能輸出輸入流量。也就是說，溫控器利用開（ON）或關（OFF）控制暖氣或冷氣系統，來達到維持溫度的目的。
可以用很多方法來設計溫控器，也可以使用各種不同的感溫元件來測量溫度。感溫元件的輸出信號可以控制外接的暖氣與冷氣設備。

## 歷史與發展

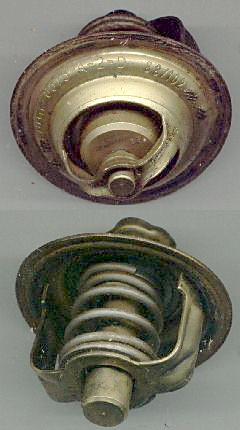
控制汽車引擎溫度的機械式溫控裝置，稱為「節溫器」，俗稱「機芯」、「水龜」

溫控器是由Albert Butz於1885年所發明的，也是第一部由眾人所熟知的以處理控制方法論來研發的樣品。這項發明起源自霍尼韋爾Honeywell Inc.也就是現今的漢威聯合股份有限公司。

## 電子化

### 數位化

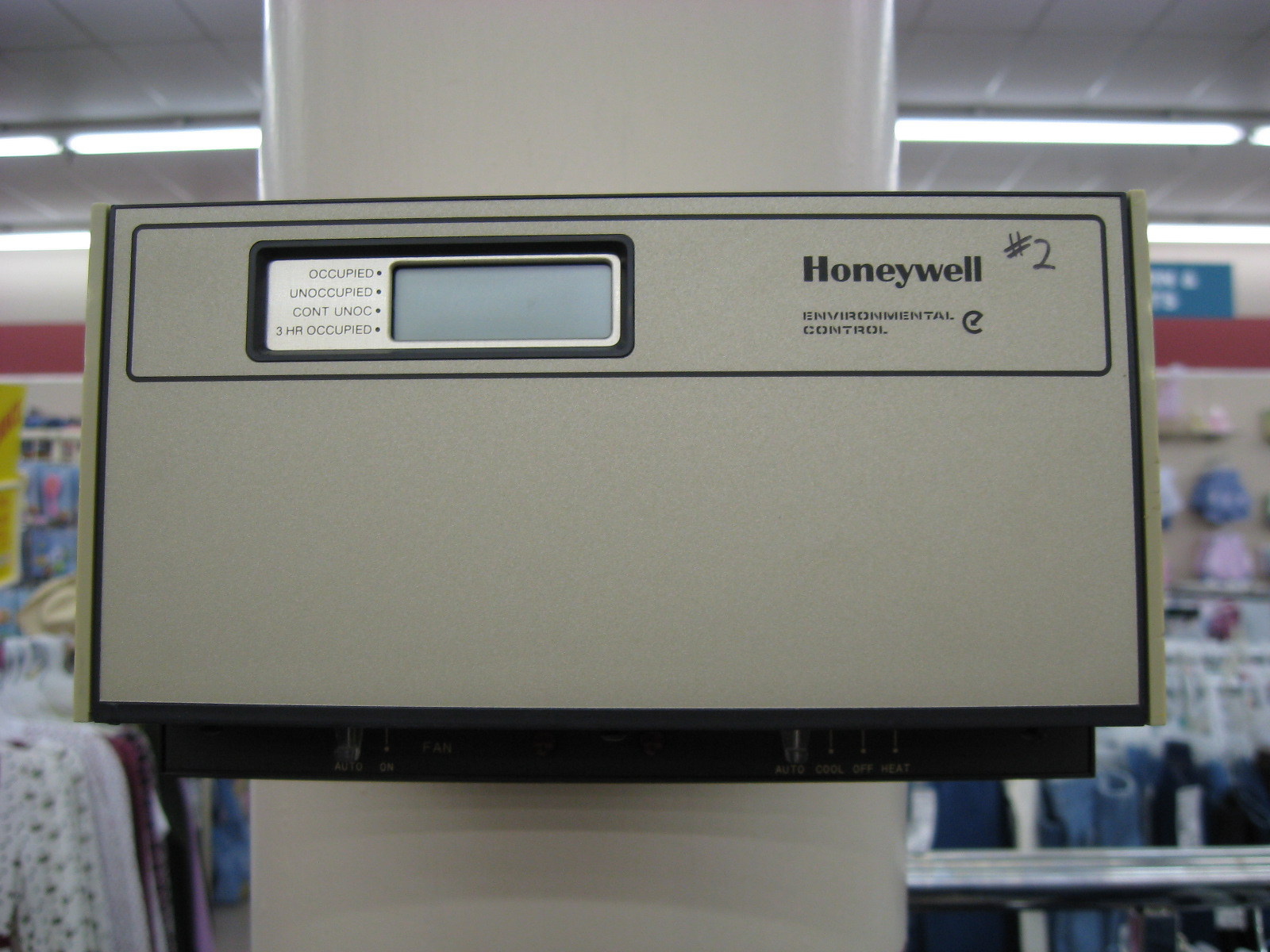
這是一台在零售商店內展示的漢威聯合（Honeywell）電子溫控器。

新式的數位溫控器並沒有使用移動式的機械零件來測量溫度，而是以熱敏電阻來取而代之。雖然，有些稱為“power stealing”（必須外接電源的）的數位溫控器普遍採用以24伏特AC為電源的電子電路，基本上，還是必須安裝一顆或多顆有規格化的電池，才能操作數位溫控器（但是在某些暖氣系統上，不會採用以溫差電堆為原理的電子電路，因為這些電子電路以“毫伏特”為基本的電壓單位）。每台數位溫控器都有LCD螢幕來顯示目前的溫度數值，以及目前的設定值。有些較多功能的溫控機種，除了有溫度的設定功能之外，也包含了時間，以及日期時間設定（也有現今一週內的日期設定），來控制目前和以後每天的溫度控制，這也是為了舒適和節約能源。有些較為先進的數位溫控器已採用觸控式螢幕，甚至採用X10、BACnet、LonWorks等相關通訊協定，使用在其他的家庭自動化或是智能建築系統上。
數位的自動調溫器利用繼電器或是像triac之類的半導體元件當作開關來控制HVAC單元。配合繼電器的單元可以控制微伏級的系統，不過在開關打開或是關閉時會聽到開關切換的聲音。

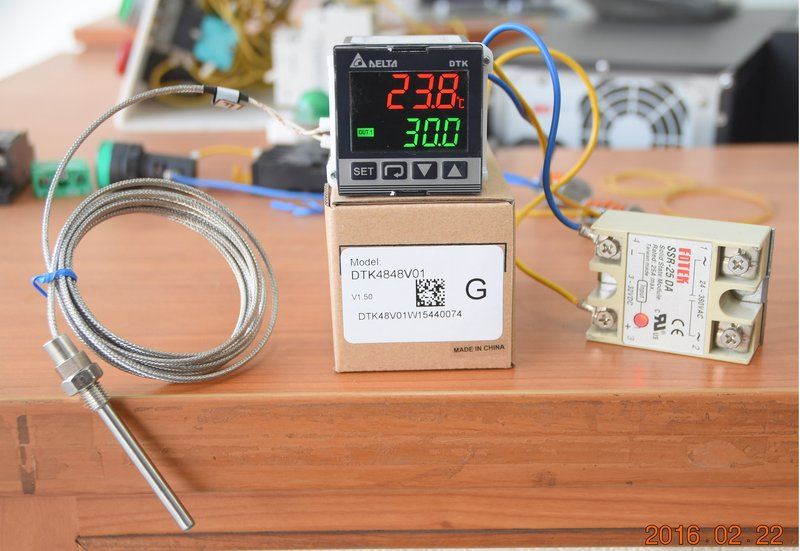
這是運作中的 PID溫度控制器(Delta DTK4848V01) 搭配 K-Type 熱電偶 與 固態繼電器

一些較貴的元件會內建PID控制器，由PID控制器來控制自動調溫器的反應，PID控制器會依照目前目標溫度及設定溫度，來決定HVAC單元的輸出量，不只是打開或是關閉而已，這類的元件也可能會配合热电偶、白金電阻溫度計這類的温度传感器接收訊號。。
大部份在北美或是歐洲的家用數位式調溫器是可程式化溫控器，依照其預設程式約可以節省30%的能源，調整其設定可能會讓其節能更好，不過也可能變的更差。

## 相關條目

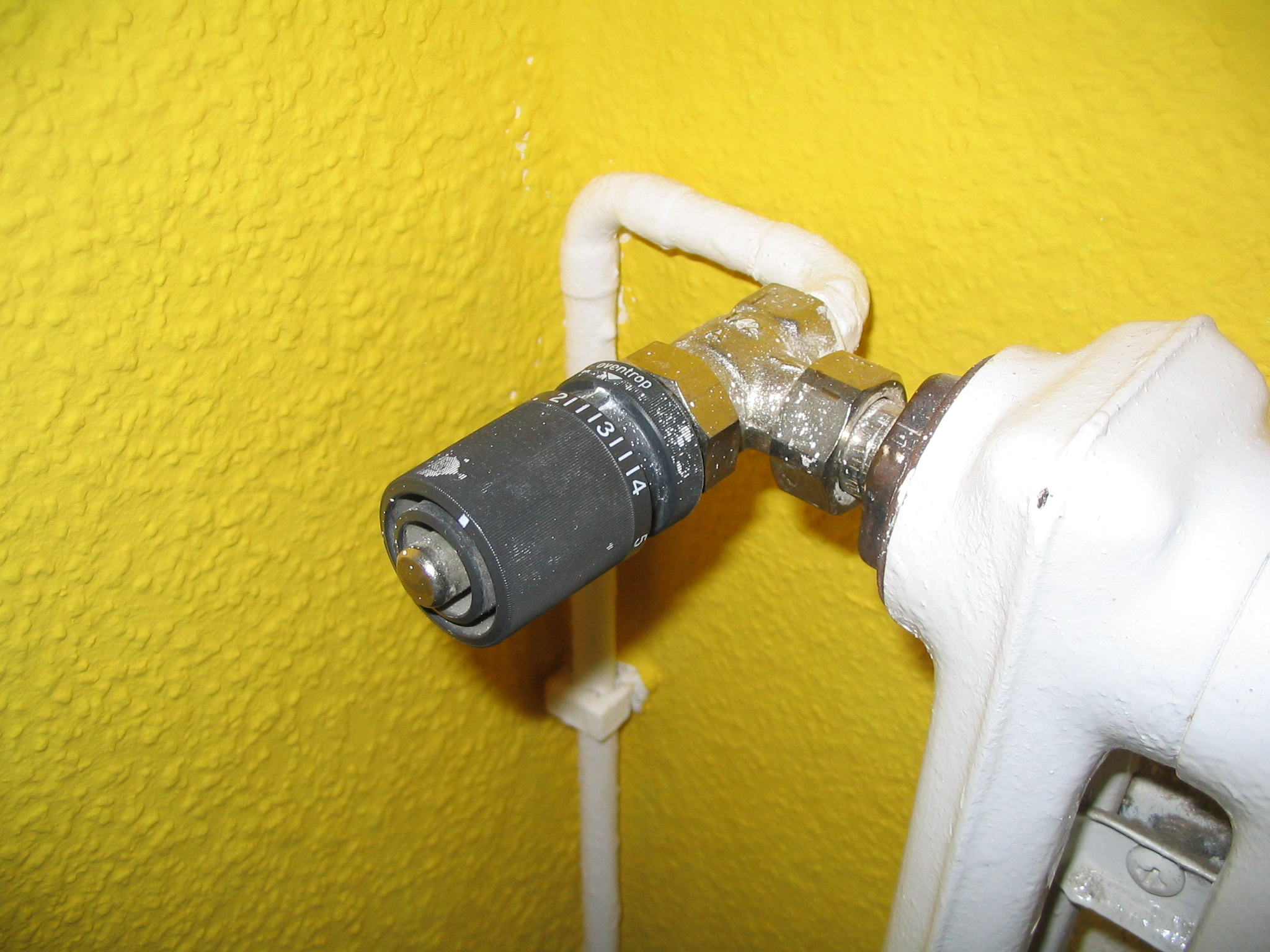
溫控閥，用於水管加熱式系統，可以控制水的流量大小，1975年

## 外部連結
- 溫度控制器的認識[永久]（職業訓練網）.